# Tour de Hangzhou
El Tour de Hangzhou es un proyecto de carrera ciclista profesional china que se disputaría en Hangzhou y sus alrededores, en el mes de octubre poco después del Tour de Pekín.
Sería la segunda carrera creada exclusivamente para la competición del UCI WorldTour y la segunda que se disputaría en Asia tras el Tour de Pekín dentro de la máxima categoría mundial. Su primera edición iba a ser en el 2012, de hecho se incluyó en el calendario a última hora, aunque finalmente no se disputó debido a que no se pudo garantizar que la carrera tuviese las condiciones necesarias para ser una carrera del WorldTour aplazándose su primera edición para el UCI WorldTour 2013 que de nuevo se aplazó debido a que continuaban esos problemas esta vez sine die.

## Palmarés
| Año       | Ganador    | Segundo    | Tercero    |
| --------- | ---------- | ---------- | ---------- |
| 2012-2013 | Suspendida | Suspendida | Suspendida |